# Armin Schoklitsch
Armin Karl Kurt Schoklitsch (* 26. April 1888 in Wolfau; † 19. März 1969 in San Juan (Argentinien)) war ein österreichischer Wasserbauingenieur, Professor und von 1944 bis 1945 Rektor der Technischen Hochschule Graz.

## Leben
Schoklitsch war ein Sohn eines Gutsbesitzers. Ab 1912 war er bei Philipp Forchheimer an der Technischen Hochschule Graz beschäftigt. 1913 schloss er ein Studium mit der Promotion zum Dr. tech. mit einer Arbeit Über Schleppkraft und Geschiebewegung an der Technischen Hochschule Graz ab. Nach der Teilnahme am Ersten Weltkrieg habilitierte er sich 1921 für Bauingenieurwesen.
Von 1920 bis 1934 war er Zivilingenieur für Bauwesen. Seit 1926 war er ordentlicher Professor für Wasserbau und Grundbau an der Deutschen Technischen Hochschule in Brünn und 1940 bis 1945 ordentlicher Professor an der Technischen Hochschule Graz. Dort war er von 1942 bis 1945 Dekan der Fakultät des Bauwesens und von 1944 bis 1945 Rektor der Technischen Hochschule Graz.
Schoklitsch war ab 1939 V-Mann des Sicherheitsdienst des Reichsführers SS in Brünn. Er beantragte am 21. April 1940 die Aufnahme in die NSDAP und wurde rückwirkend zum 1. Mai 1938 aufgenommen (Mitgliedsnummer 6.385.448). Zum 12. Oktober 1941 trat er der SS bei (SS-Nummer 451.092).
1945 wurde Schoklitsch verhaftet, aus dem Beamtenverhältnis entlassen und von den US-Besatzungsbehörden in Österreich inhaftiert. Am 8. Januar 1949 beantragte er beim Büro der Roten Kreuz Gesellschaft in Innsbruck ein London Travel Document.
Er figurierte als Mitarbeiter der CAPRI.
Von 1949 bis 1969 war er Professor für Wasserbau an der Universidad Nacional de Cucumán in Argentinien.
Von 1953 bis 1958 war er zeitgleich Dekan des Lehrstuhles für Wasserbau an der Universidad Nacional de Cuyo in Argentinien.

## Veröffentlichungen
- Graphische Hydraulik, Leipzig 1923.
- Der Wasserbau, 2 Bände, Wien 1930 (bearbeitete Neuauflage 1950–52, mehrere Übersetzungen)
- Der Grundbau, Wien 1932 (bearbeitete Neuauflage 1952)
- Stauraumverlandung und Kolkabwehr, Wien 1935
- Kostenberechnungen im Wasserbau und Grundbau, Wien 1937